# Рябов, Яков (1893)
Яков Рябов (1893, Таврическая губерния, Российская империя — 5 мая 1920, Таврическая губерния, РСФСР) — участник севастопольского подполья в годы Гражданской войны.

## Биография

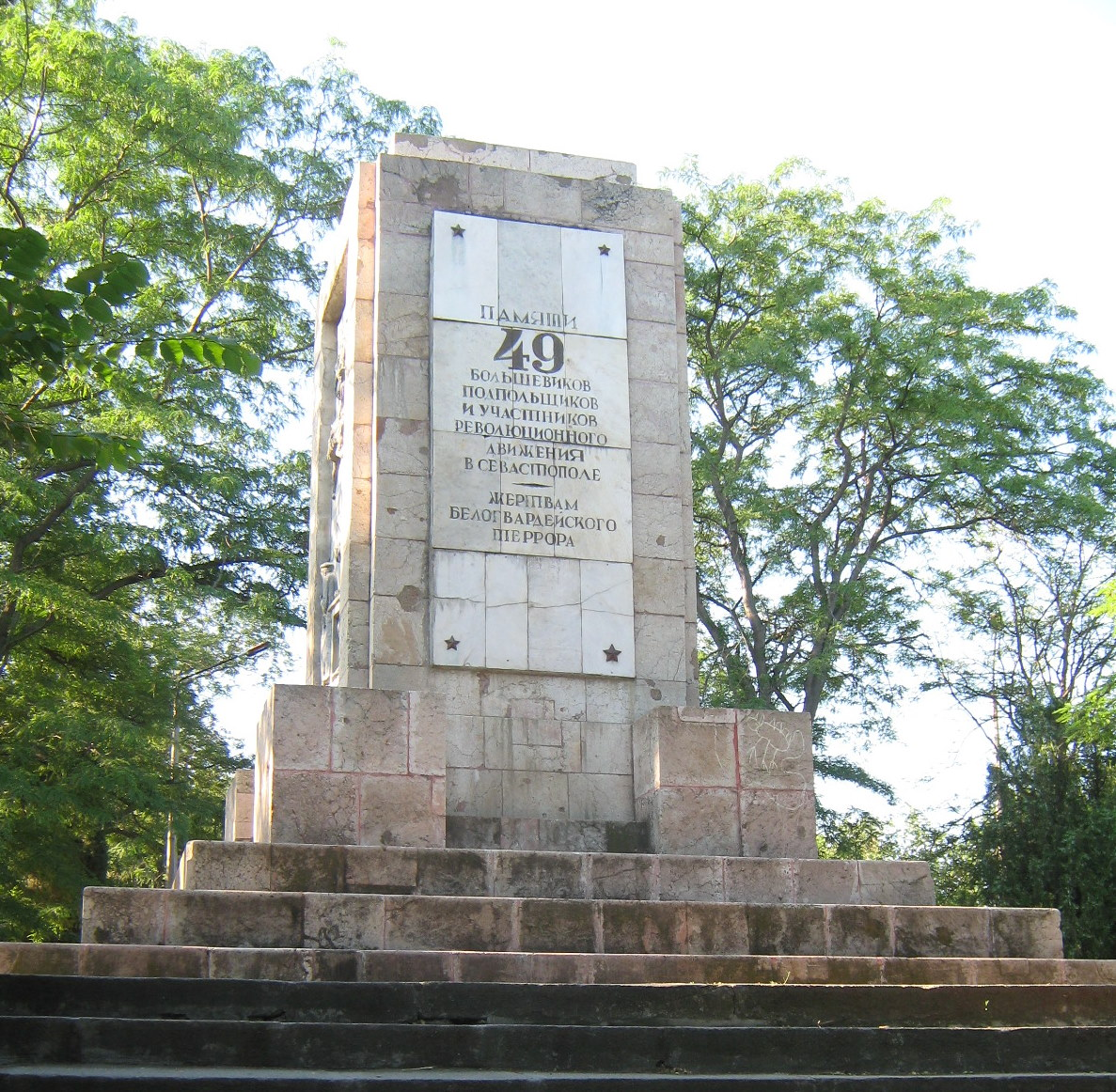
Памятник 49 коммунарам

Родился в 1893 году. В годы Гражданской войны участвовал в группе подрывников (в которую также входил Ф. А. Кряжев) подпольной большевистской организации в посёлке Бартеньевка на Северной стороне Севастополя.
В апреле 1920 года контрразведка Вооружённых сили юга России напала на след группы, все её члены были арестованы и расстреляны. Казнён 5 мая 1920 года. Останки Рябова после Гражданской войны перезахоронены в братской могиле у южных ворот на кладбище Коммунаров в Севастополе. В 1937 году на ней по проекту архитектора М. А. Садовского воздвигнут памятник 49 коммунарам (в списке на мемориальной доске указан как Рябов (Цветков) Я.).

## Память
В честь Якова Рябова в апреле 1937 года в Ленинском районе Севастополя улица Солдатская переименована в улицу Рябова.